# Bombinhas
Bombinhas, amtlich portugiesisch Município de Bombinhas, ist eine Kleinstadt mit zum 1. Juli 2021 geschätzten 20.889 Einwohnern auf einer Fläche von rund 35 km² im Bundesstaat Santa Catarina im Süden Brasiliens. Die Entfernung zur Hauptstadt Florianópolis beträgt 70 km.
Am Ort liegt das Naturschutzgebiet von Arvoredo (Reserva Biológica Marinha do Arvoredo), welches aus einem Archipel von drei Inseln besteht, wo sich die kalte Falklandströmung mit dem warmen brasilianischen Wasser trifft. Der Ort liegt in einer Bucht, die beidseitig von felsigen Landvorsprüngen begrenzt wird. Auf Grund dieser Lage diente der Ort früher Piraten als Zufluchtsstätte. Heute lebt der Ort unter anderem vom Wasser- und Tauchtourismus.

## Administration
Bei den Kommunalwahlen in Brasilien 2016 wurde Ana Paula da Silva, genannt Paulinha, des Partido Democrático Trabalhista (PDT) mit 72,92 % der gültigen Stimmen zur Stadtpräfektin wiedergewählt. Aufgrund freizügiger Kleidung musste sie 2018 das Amt an Paulo Henrique Dalago Müller des Partido Trabalhista Brasileiro (PTB) abgeben.
Müller, genannt Paulinho, wurde bei der Kommunalwahl 2020 für die neue Amtszeit von 2021 bis 2024 wiedergewählt. Er ist seit 2022 Mitglied der União Brasil.
Der Stadtrat, die Câmara de Vereadores, besteht aus neun Mitgliedern. Juristisch untersteht der Munizip der Comarca de Porto Belo (Komark Porto Belo).

## Klima
Die Gemeinde hat gemäßigt warmes Klima, Cfa nach der Klimaklassifikation nach Köppen und Geiger. Die Durchschnittstemperatur ist 20,0 °C. Die durchschnittliche Niederschlagsmenge liegt bei 1590 mm im Jahr.
Monatliche Durchschnittstemperaturen und -niederschläge für Bombinhas
|                   | Jan  | Feb  | Mär  | Apr  | Mai  | Jun  | Jul  | Aug  | Sep  | Okt  | Nov  | Dez  |   |      |
| Temperatur (°C)   | 24,3 | 24,0 | 23,0 | 20,4 | 18,1 | 16,8 | 16,0 | 16,7 | 18,1 | 19,8 | 21,3 | 22,1 | Ø | 20,0 |
| Niederschlag (mm) | 194  | 211  | 176  | 127  | 103  | 80   | 82   | 93   | 121  | 143  | 120  | 140  | Σ | 1590 |

## Wirtschaft
Die Wirtschaft von Bombinhas basiert im Wesentlichen auf den Aktivitäten des Tourismus und der Fischerei.